# Isoperla albanica
Isoperla albanica és una espècie d'insecte plecòpter pertanyent a la família dels perlòdids.

## Hàbitat
En el seu estadi immadur és aquàtic i viu a l'aigua dolça, mentre que com a adult és terrestre i volador.

## Distribució geogràfica
Es troba a Europa: Albània, Txèquia, Eslovàquia, Alemanya i els territoris de l'antiga Iugoslàvia.